# Подоляк Ніна Федотівна
Ніна Федотівна Подоляк (1931 — ?) — українська радянська діячка, новатор виробництва, токар Оріхівського механічного заводу «Ресора» Запорізької області. Депутат Верховної Ради УРСР 5-го скликання.

## Біографія
З 1949 року — токар інструментального цеху Оріхівського механічного заводу «Ресора» міста Оріхів Запорізької області.

## Нагороди
- орден Трудового Червоного Прапора (7.03.1960)
- ордени
- медалі